# Leichtathletik-Europameisterschaften 2002/400 m der Männer

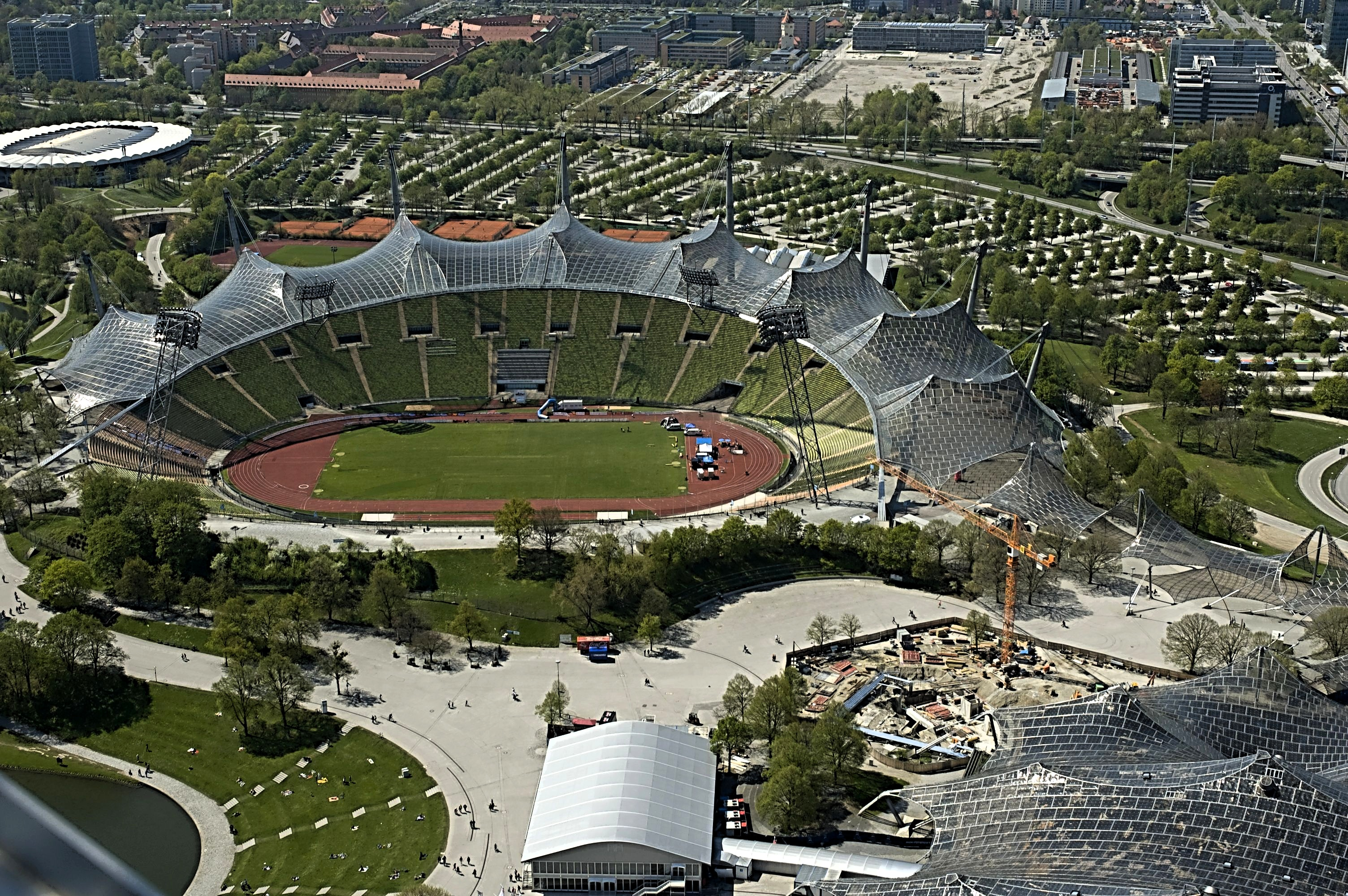
Das Olympiastadion in München von oben im Jahr 2009

Der 400-Meter-Lauf der Männer bei den Leichtathletik-Europameisterschaften 2002 wurde vom 6. bis 8. August 2002 im Münchener Olympiastadion ausgetragen.
Europameister wurde der deutsche Vizeweltmeister von 2001 Ingo Schultz. Rang zwei belegte der Spanier David Canal. Der Brite Daniel Caines errang die Bronzemedaille.

## Bestehende Rekorde
| Weltrekord           | 43,18 s | Michael Johnson  | WM Sevilla, Spanien | 26. August 1999   |
| Europarekord         | 44,33 s | Thomas Schönlebe | WM Rom, Italien     | 3. September 1987 |
| Meisterschaftsrekord | 44,52 s | Iwan Thomas      | EM Budapest, Ungarn | 21. August 1998   |

Der bestehende EM-Rekord wurde bei diesen Europameisterschaften nicht erreicht. Die schnellste Zeit erzielte der deutsche Europameister Ingo Schultz im Finale mit 45,14 s, womit er 62 Hundertstelsekunden über dem Rekord blieb. Zum Europarekord fehlten ihm 81 Hundertstelsekunden, zum Weltrekord 1,94 s.

## Legende
Kurze Übersicht zur Bedeutung der Symbolik – so üblicherweise auch in sonstigen Veröffentlichungen verwendet:
| DNS | nicht am Start (did not start)           |
| DNF | Wettkampf nicht beendet (did not finish) |

## Vorrunde
6. August 2002
Die Vorrunde wurde in vier Läufen durchgeführt. Die ersten drei Athleten pro Lauf – hellblau unterlegt – sowie die darüber hinaus vier zeitschnellsten Läufer – hellgrün unterlegt – qualifizierten sich für das Halbfinale.

### Vorlauf 1
| Platz | Name              | Nation      | Zeit (s) |
| ----- | ----------------- | ----------- | -------- |
| 1     | Marc Raquil       | Frankreich  | 45,70    |
| 2     | David Canal       | Spanien     | 45,75    |
| 3     | Bastian Swillims  | Deutschland | 46,20    |
| 4     | Radek Zachoval    | Tschechien  | 46,25    |
| 5     | Juri Borsakowski  | Russland    | 46,28    |
| 6     | Alessandro Attene | Italien     | 46,54    |
| 7     | David McCarthy    | Irland      | 47,30    |
| 8     | Viktors Lācis     | Lettland    | 47,40    |

### Vorlauf 2
| Platz | Name                | Nation         | Zeit (s) |
| ----- | ------------------- | -------------- | -------- |
| 1     | Ingo Schultz        | Deutschland    | 45,79    |
| 2     | Paul McKee          | Irland         | 46,03    |
| 3     | Timothy Benjamin    | Großbritannien | 46,15    |
| 4     | Stilianós Dimótsios | Griechenland   | 46,46    |
| 5     | Christian Birk      | Dänemark       | 46,64    |
| 6     | Matija Šestak       | Slowenien      | 46,97    |
| 7     | Jewgeni Lebedew     | Russland       | 47,08    |

### Vorlauf 3

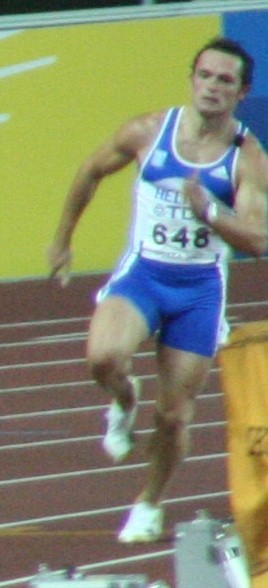
Mit Rang sieben in seinem Rennen war für Anastasios Gousis die Vorrunde Endstation

| Platz | Name                  | Nation         | Zeit (s) |
| ----- | --------------------- | -------------- | -------- |
| 1     | Marek Plawgo          | Polen          | 45,97    |
| 2     | Cédric Van Branteghem | Belgien        | 46,23    |
| 3     | Andrei Semjonow       | Russland       | 46,54    |
| 4     | Sean Baldock          | Großbritannien | 46,62    |
| 5     | Robert Daly           | Irland         | 46,67    |
| 6     | Dmitrijs Miļkevičs    | Lettland       | 46,87    |
| 7     | Andrea Barberi        | Italien        | 47,18    |

### Vorlauf 4
| Platz | Name               | Nation         | Zeit (s) |
| ----- | ------------------ | -------------- | -------- |
| 1     | Karel Bláha        | Tschechien     | 46,03    |
| 2     | Daniel Caines      | Großbritannien | 46,06    |
| 3     | Zsolt Szeglet      | Ungarn         | 46,23    |
| 4     | Piotr Rysiukiewicz | Polen          | 46,44    |
| 5     | Ioan Vieru         | Rumänien       | 46,54    |
| 6     | Marco Salvucci     | Italien        | 46,70    |
| 7     | Anastasios Gousis  | Griechenland   | 46,94    |

## Halbfinale
7. August 2002
Aus den beiden Halbfinalläufen qualifizierten sich die jeweils ersten vier Athleten – hellblau unterlegt – für das Finale.

### Lauf 1

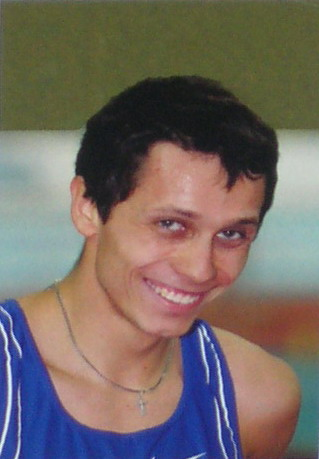
Juri Borsakowski, eigentlich auf der 800-Meter-Strecke erfolgreich, schied als Siebter des ersten Halbfinallaufs aus
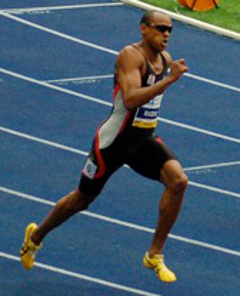
Marc Raquil konnte sein Rennen im zweiten Halbfinale nicht beenden

| Platz | Name                | Nation         | Zeit (s) |
| ----- | ------------------- | -------------- | -------- |
| 1     | Daniel Caines       | Großbritannien | 45,35    |
| 2     | Ingo Schultz        | Deutschland    | 45,49    |
| 3     | Marek Plawgo        | Polen          | 45,83    |
| 4     | Zsolt Szeglet       | Ungarn         | 45,84    |
| 5     | Paul McKee          | Irland         | 45,92    |
| 6     | Stilianós Dimótsios | Griechenland   | 45,98    |
| 7     | Juri Borsakowski    | Russland       | 46,04    |
| 8     | Radek Zachoval      | Tschechien     | 46,24    |

### Lauf 2

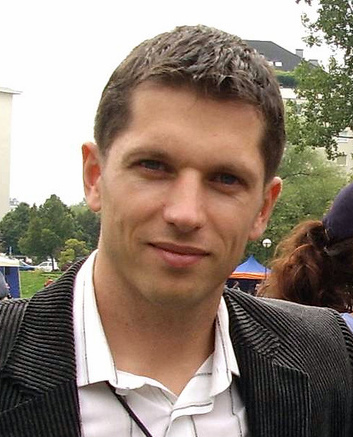
Nur um wenige Hundertstelsekunden verfehlte Piotr Rysiukiewicz den Finaleinzug
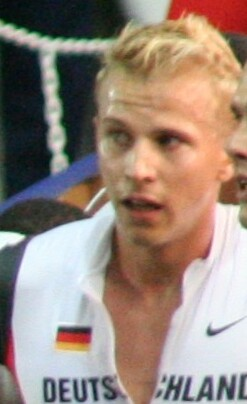
Bastian Swillims erreichte vier Zehntelsekunden hinter Rysiukiewicz ebenfalls nicht das Finale

| Platz | Name                  | Nation         | Zeit (s) |
| ----- | --------------------- | -------------- | -------- |
| 1     | David Canal           | Spanien        | 45,86    |
| 2     | Cédric Van Branteghem | Belgien        | 45,94    |
| 3     | Timothy Benjamin      | Großbritannien | 46,07    |
| 4     | Karel Bláha           | Tschechien     | 46,15    |
| 5     | Piotr Rysiukiewicz    | Polen          | 46,15    |
| 6     | Bastian Swillims      | Deutschland    | 46,19    |
| 7     | Andrei Semjonow       | Russland       | 46,51    |
| DNF   | Marc Raquil           | Frankreich     |          |

## Finale

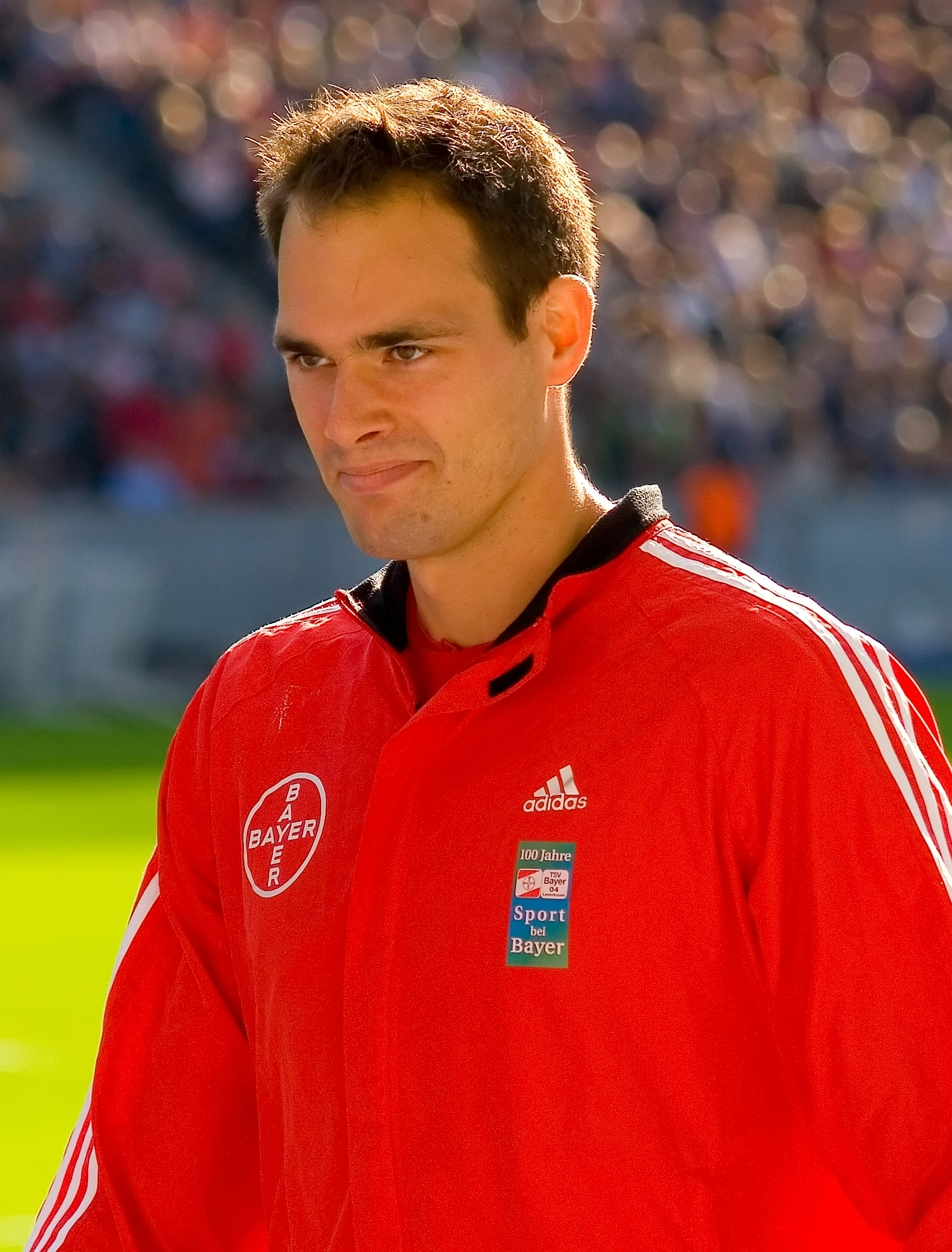
Ingo Schultz, 2001 Vizeweltmeister, wurde Europameister
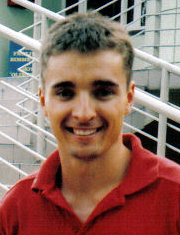
Marek Plawgo erreichte Platz vier
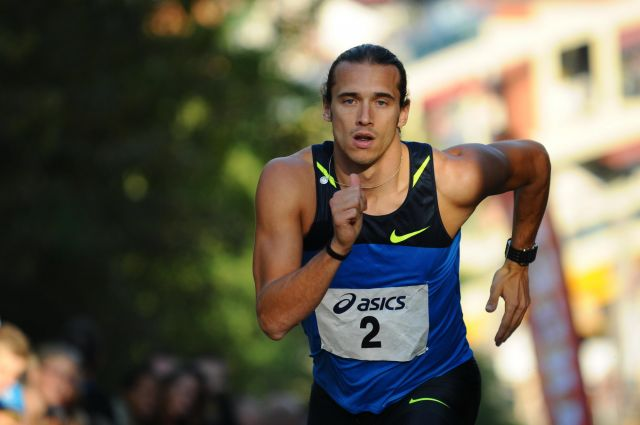
Cédric Van Branteghem kam auf den sechsten Platz

8. August 2002
| Platz | Name                  | Nation         | Zeit (s) |
| ----- | --------------------- | -------------- | -------- |
| 1     | Ingo Schultz          | Deutschland    | 45,14    |
| 2     | David Canal           | Spanien        | 45,24    |
| 3     | Daniel Caines         | Großbritannien | 45,28    |
| 4     | Marek Plawgo          | Polen          | 45,40    |
| 5     | Zsolt Szeglet         | Ungarn         | 45,74    |
| 6     | Cédric Van Branteghem | Belgien        | 45,95    |
| 7     | Karel Bláha           | Tschechien     | 46,21    |
| DNS   | Timothy Benjamin      | Großbritannien |          |

## Videolink
- Munich 2002, European Championships, Men's 400m, Ingo Schultz, youtube.com, abgerufen am 19. Januar 2023
- 2002 European Championships, Munich Tizproba 400m Kurtosi Zsolt, youtube.com, abgerufen am 19. Januar 2023